# Paper Walls
Paper Walls (укр. Паперові стіни) — шостий студійний альбом американського гурту Yellowcard, та четвертий альбом з вокалістом Раяном Кі. Виданий 17 липня 2007 році лейблом Capitol Records. Є останнім студійним альбому гурту на цьому лейблі. Платівка була записана на студії Ocean Studios, у місті Бербанк, Каліфорнія, а зводилась на South Beach Studios у Маямі, Флорида. У перший день продажів альбом зайняв 4-е місце в чартах iTunes.

## Запис та зведення
16 жовтня 2006 року, через всього полгода після виходу Lights and Sounds, на своєму офіційному сайті гурт оголосив про початок запису нового альбому. Пре-продакшн почався у жовтні 2006 року. «Light Up The Sky» стала першою піснею, яка була повністю завершена. Проте пісня «Fighting» стала першою піснею, яку почули шанувальники гурту на сторінці MySpace Yellowcard. Через декілька днів повна версія пісні «Light Up The Sky» була опублікована разом з іншою піснею — «Five Becomes Four». З 4 червня «Light Up the Sky» могли почути слухачі всіх радіостанцій США.
Через деякий час після початку продажів альбому, виникла думка, що пісні «Shadows and Regrets» та «Five Becomes Four» присвячені колишньому учасникові групи Бену Харперу, який залишив гурт для роботи на власному лейбле після запису альбому Lights and Sounds. Згодом стало відомо, що пісня «Shadows and Regrets» присвячена Скотту Шеду (Scott Shad), барабанщику гурту Inspection 12 і найкращому другу Райана Кі, який загинув в автокатастрофі. Сенс пісні найкраще всього розкривається в рядках, які виконуються хором:
| Ліві лапки | "We were only kids. And we were best of friends. And we hoped for the best. Let go of the rest." | Праві лапки |

## Реліз альбому та продажі
На першому концерті гурту після початку запису альбому, який відбувся 29 березня 2007 вокаліст гурту Раян Кі повідомив, що новий альбом буде називатись Paper Walls. Під час цього концерту Yellowcard зіграли дві пісні з нового альбому: «Fighting» та «The Takedown». Наступного дня, гурт виступав з акустичним концертом де також зіграв дві нові пісні: «Shadows and Regrets» та «Light Up the Sky».
22 травня 2007 року обкладинка альбому з’явилась на сторінці гурту у мережі MySpace, разом з декількома промо матеріалами. На обкладинці альбому зображувалась нічна панорама міста Джексонвілл, де виросли учасники колективу.
Реліз альбому відбувся 17 липня 2007 року. У перший тиждень платівка посіла 13 місце у чарті Billboard 200 з продажами у 40 000 копій, що приблизно наполовину менше ніж продажі попередньої платівки Lights and Sounds за той же період. На другий тиждень, альбом впав на 46 місце у Billboard 200 з продажами в 17 000 копій, третій тиждень закінчив на 79 місці з продажами у 10 000 покій. На четвертий тиждень після релізу, Paper Walls опустився на 92 місце, з продажами у 7 000 копій. Загалом, за перші чотири тижні після релізу було продано 74 000 копій альбому.
Сингл Light Up the Sky досяг 32 місця у Billboard Adult Top 40 Tracks у США.
На початку 2008 року Capitol Records повідомили, що вони більше не будуть підтримувати продажі альбому, і відповідно, не будуть видавати другий сингл.

## Реакція
Реакція критиків, які отримали альбом до його офіційного надходження у продаж, була загалом позитивною. Лідер «The Music Nazi» назвав альбом найкращим з часів альбому «The Devil and God Are Raging Inside Me» групи Brand New. Джейсон Теет, редактор сайту absolutepunk.net, назвав альбом «найкращим поп-панк альбомом останніх п'яти років», а Дрю Берінгер порівняв його з Ocean Avenue. «Down The Road Webzine» оцінив альбом оцінкою 8.5/10. «Rocklouder» дав альбому 4 з 5 зірок, додавши, що «Paper Walls — найкращий поп-панк альбом для прослуховування на кожен день.

## Список пісень
Автор музики і слів Yellowcard, крім «Dear Bobbie», яка була написана разом з William Alexander Speir. 
| #     | Назва                          | Тривалість |
| ----- | ------------------------------ | ---------- |
| 1.    | «The Takedown»                 | 3:37       |
| 2.    | «Fighting»                     | 3:00       |
| 3.    | «Shrink the World»             | 3:20       |
| 4.    | «Keeper»                       | 3:55       |
| 5.    | «Light Up the Sky»             | 3:37       |
| 6.    | «Shadows and Regrets»          | 3:59       |
| 7.    | «Five Becomes Four»            | 3:30       |
| 8.    | «Afraid»                       | 3:13       |
| 9.    | «Date Line (I Am Gone)»        | 3:22       |
| 10.   | «Dear Bobbie»                  | 4:14       |
| 11.   | «You and Me and One Spotlight» | 3:57       |
| 12.   | «Cut Me, Mick»                 | 3:34       |
| 13.   | «Paper Walls»                  | 4:28       |
| 47:45 |                                |            |

### Бонус-треки
1. "Gifts and Curses" (Live & Acoustic) – 5:02
2. "How I Go" (Live & Acoustic) – 4:39
3. "Bombers" (iTunes Exclusive) – 3:28

- Всі бонус-треки були доступні на iTunes. «Gift and Curses» (Live & Acoustic) та «How I Go» (Live & Acoustic) присутні на Deluxe версії DVD альбому.

## Позиції в чартах
| Чарт                              | Найвище місце |
| --------------------------------- | ------------- |
| Australian Albums Chart           | 25            |
| UK Albums Chart                   | 113           |
| U.S. Billboard 200                | 13            |
| U.S. Billboard Rock Albums        | 6             |
| U.S. Billboard Alternative Albums | 5             |
| U.S. Billboard Digital            | 13            |

### Сингли
| Сингл              | Чарт                           | Позиція |
| ------------------ | ------------------------------ | ------- |
| «Light Up the Sky» | U.S. Billboard Audit Pop Songs | 32      |